# Tore Frängsmyr
Tore Lennart Frängsmyr, född 8 juli 1938 i Skellefteå, död 28 augusti 2017 i Uppsala, var en svensk professor i vetenskapshistoria vid Uppsala universitet. Frängsmyr var innehavare av Hans Rausing-professuren i vetenskapshistoria. 

## Biografi
Efter studentexamen 1958 vid Skellefteå högre allmänna läroverk inledde Frängsmyr studier vid Uppsala universitet. Han blev filosofie kandidat 1961, filosofie licentiat 1966 och filosofie doktor 1969 på avhandlingen Geologi och skapelsetro: föreställningar om jordens historia från Hiärne till Bergman. Han var forskningsstipendiat vid University of Cambridge 1972–1973, Visiting fellow Clare Hall Cambridge 1973 (life member 1985), och verksam vid G. Sarton Chairholder University i Gent 1991–1992.  
År 1959 blev Frängsmyr kulturmedarbetare vid Upsala Nya Tidning, vikarierande redaktör för Perspektiv 1961–1963, styrelseledamot vid Kursverksamheten i Uppsala 1975–1978 (ordförande 1977–1978), redaktör i tidskriften Tvärsnitt 1979–1985, styrelseledamot i Sällskapet riksdagsledamöter och forskare 1981–1984, redaktionsmedlem i tidskriften Artes 1984–1989, redaktionsmedlem i den vetenskapshistoriska tidskriften Isis 1985–1992, styrelseledamot i Salénstiftelsen 1987, ordförande i Nationalencyklopedins vetenskapliga råd 1986–1996, samt medarbetare i Norrländsk uppslagsbok till och med 1996.
Därefter inriktade han sig huvudsakligen på upplysningen och den epokens stora vetenskapsmän, däribland Carl von Linné, geologins historia och Uppsala universitet. År 2001 publicerade han ett verk om kunskapsorganisation, The structure of knowledge: classifications of science and learning since the Renaissance.
I Sökandet efter Upplysningen (1993), försökte Frängsmyr spåra upplysningens idéer i 1700-talets Sverige. Hans tes var att det inte fanns någon "upplysning" att tala om i Sverige. Hans definition av upplysning var enkelt framställt de idéer som härstammar från upplysningstänkarna kring den franska Encyklopedien.   
År 1981 blev Frängsmyr professor i teknik och social förändring vid Linköpings universitet och 1982 fick han en forskningsrådsprofessur i vetenskapshistoria, placerad vid Institutionen för idé- och lärdomshistoria vid Uppsala universitet; tjänsten överfördes 1994 till universitetet. År 2001 utsågs han till förste innehavare av Hans Rausing-professuren i vetenskapshistoria, en lärostol tillkommen efter en donation av Lisbet Rausing. Den 31 juli 2007 gick han i pension, och efterträddes då som Hans Rausing-professor av den tyske forskaren H. Otto Sibum.
Frängsmyr författade flera betydande översiktsverk, exempelvis Svensk idéhistoria: bildning och vetenskap under tusen år I-II (2000). Han var föreståndare vid Vetenskapsakademiens Centrum för vetenskapshistoria från starten 1988 till 2006, redaktör för Nobelkommitténs årsbok Les Prix Nobel, ordförande i Alf Henrikson-sällskapet och generalsekreterare i International Union of History of Science 1989–1993.
Frängsmyr blev 1973 ledamot av Kungliga Vetenskapssamhället i Uppsala, av Samfundet för utgivande av handskrifter rörande Skandinaviens historia 1982, av Humanistiska Vetenskapssamfundet i Uppsala 1983, av Ingenjörsvetenskapsakademien 1984, av Vetenskapsakademien 1984, av Acad. Europaea 1989, av Acad. Internat. d'Hist. des Sci. 1991, av Vitterhetsakademien 1997, samt blev hedersledamot av Norrlands nation i Uppsala 1988.
Vid sidan av sin ordinarie verksamhet engagerade Frängsmyr sig i den offentliga debatten. Han protesterade mot "genusmärkning" av universitet och kallade metoden diktatorisk och ovetenskaplig, engagerade sig mot vad han kallade åsiktsförföljelse mot kollegor som utpekats för att ha förlegad kvinnosyn, debatterade nutida utbildningspolitik och forskningskvalitet.

### Familj
Tore Frängsmyr var son till sågverksarbetaren Johan Edvard Karlsson (1906–1987) från Sjöbotten i Bureå socken, och Alma Linnea Karlsson, född Lindberg (1908–1989) från Lövånger. Namnet Frängsmyr togs 1954 efter Frängsmyren intill Sjöbotten. Han var gift med Birgitta Thunholm från 1970 till sin bortgång i cancer, och far till Carl Frängsmyr. Frängsmyr är begraven på Uppsala gamla kyrkogård.

## Priser och utmärkelser
- 1996 –  H.M. Konungens medalj i guld 8:e storleken i serafimerordens band
- 2001 – John Landquists pris
- 2007 – Disapriset
- 2007 – Linnémedaljen i guld
- 2013 – Gerard Bonniers pris